# Friedrich Leopold Harry von Rochow
Pour les articles homonymes, voir Rochow.
Friedrich Leopold Harry von Rochow est un militaire et cavalier allemand né le 12 aout 1881 et décédé le 17 aout 1945. Lors des Jeux olympiques de 1912, il remporte la médaille d’argent en individuel et par équipe en concours complet d'équitation.

## Biographie
Harry von Rochow grandit dans le manoir de Reckahn, qui appartient depuis des siècles à différentes lignées de sa famille (de). Harry est l'un de six enfants du major prussien et seigneur de Reckahn, Göttin et Meßdunk Hans von Rochow (1843-1919) et de son épouse Viktoria, née von Olearius (1857-1948).
Il fait partie de l'élite allemande dans la discipline équestre du concours complet (militaire). Lors des Jeux olympiques d'été de 1912 à Stockholm, le lieutenant von Rochow concourt sur son cheval "Idealist" avec le lieutenant Eduard von Lütcken, le Rittmeister Carl von Moers (de) et le lieutenant Richard von Schaesberg-Tannheim (de) dans les épreuves individuelles et par équipe contre les équipes favorites de Suède, de France et des États-Unis et remporte la médaille d'argent dans les deux disciplines.
La carrière d'officier de Rochow commence tôt, dans le 16e régiment d'uhlans de l'armée prussienne à Gardelegen. Il participe à la Première Guerre mondiale comme officier de cavalerie sur le front de l'Est. Après avoir reçu une balle dans le poumon, il est d'abord envoyé dans un hôpital russe, puis dans un camp de prisonniers, d'où il peut s'échapper. En 1917, Harry von Rochow est Rittmeister dans le 1er régiment de cuirassiers, détaché pour servir aux écuries royales de Berlin. Après la guerre, il quitte le service actif en tant que Rittmeister. Jusqu'en 1945, Harry atteint le grade de lieutenant-colonel.
Après la mort de son père en 1919, Rochow hérite du domaine de Reckahn d'une superficie de 986 ha et épouse la même année Hertha, née von dem Hagen (1879-1967), dame de Gollwitz et Plötzin, soit un total de 1250 ha. Elle est la veuve de son frère aîné Wichard von Rochow (1878-1914), mort pendant la Première Guerre mondiale,. Harry et Hertha sont tous deux membres de l'Association de la noblesse allemande. Il est également membre de l'ordre de Saint-Jean depuis 1922, chevalier de droit en 1937. Harry participe activement aux réunions de l'association familiale des von Rochow et entretient des contacts étroits avec son cousin sur Plessow et Stülpe. Sur ses terres, Harry von Rochow pratique, comme ses ancêtres depuis longtemps, l'élevage de chevaux trakehner. Il réside principalement dans le manoir de Gollwitz, propriété enregistrée de son épouse, où l'élevage laitier est resté longtemps au centre de l'économie. À Reckahn, propriété de Harry, également dotée d'une grande exploitation agricole, on entretient un élevage de porcs. 200 ha du domaine sont loués en parallèle à des agriculteurs.